# قشلاق حاجی ایمانکندی علیا
قشلاق حاجی ایمانکندی علیا یک منطقهٔ مسکونی در ایران است که در بخش اسلام‌آباد واقع شده‌است. قشلاق حاجی ایمانکندی علیا ۱۵۳ نفر جمعیت دارد.